# Invicta (automerk)
Invicta is een van vele Britse automerken.

## Finchley
Tussen 1900 en 1905 werden door Invicta op motorfietsen gebaseerde auto's gemaakt.

## Leamington Spa
Tussen 1913 en 1914 werden cyclecars gemaakt met de naam Invicta.

## Cobham

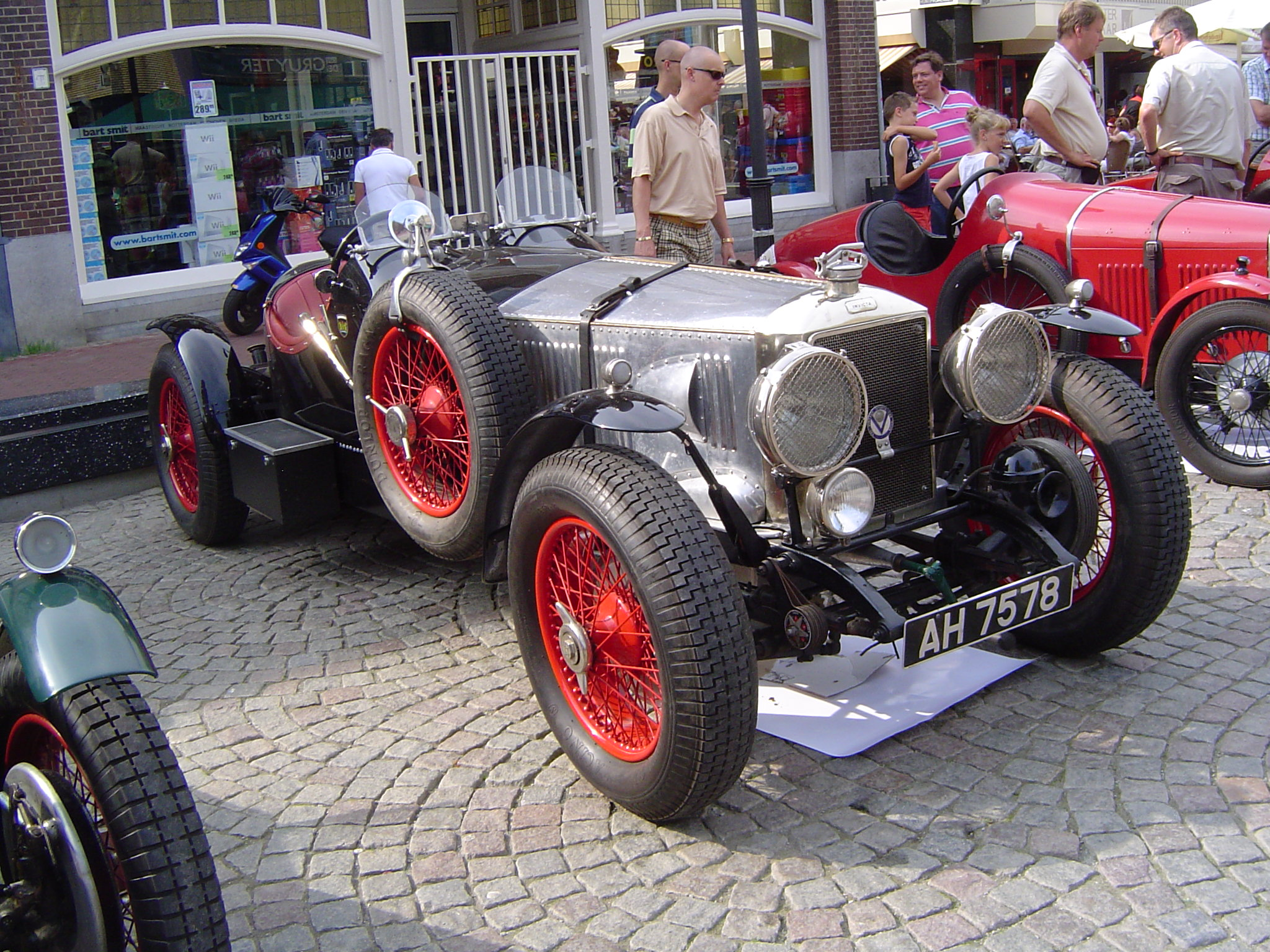
Invicta 3 Litre uit 1927 met een speciale opbouw

De beroemdste Invicta is die die opgericht is in 1924, toen Noel Macklin en Oliver Lyle begonnen met auto's bouwen in Cobham. Ze probeerden de Britse kwaliteiten van wegligging en betrouwbaarheid te combineren met de Amerikaanse behoefte aan prestaties en soepelheid van de motor. Ze begonnen met drie wagens met zescilinder, 2,5 liter Coventry-Climaxmotoren die echter niet voldeden. Hierna schakelden ze over op Meadows motoren, een fabriek in Wolverhampton. Aanvankelijk gingen ze uit van 2,5 liters, door uitboren uiteindelijk uitkomend tot 4,5 liters. Zoals zoveel merken in die tijd bouwden ze vooral onderstellen en werden de carrosserieën uitbesteed. Carrosserieën die vaak duurder waren dan chassis en motor. In 1928 kostte een volledige auto van het merk maar 50 pond minder dan een Rolls Royce, te weten 1050 pond. Dit was geen geluidloze, soepele wagen, maar een luide racer, die met 140 km/h harder reed dan de meeste auto's uit die tijd. Rond 1930 produceerden ze wagens die in de wandelgang "100mph" werden genoemd, in feite niet zo hard liepen, maar de naam werd gekoesterd door de fabriek.
Het "mooiste" model was waarschijnlijk de 4,5 liter S, voor het laatst gebouwd in 1933, waarmee Donald Healy in 1931 de rally van Monte Carlo won en in 1932 tweede werd. Deze had een topsnelheid van tegen de 160 km/h. De wagen had toen nog steeds de vertrouwde Meadows motor die later aan Lagonda werd verkocht, de firma die later fuseerde met W.O. Bentley.

## Virginia Water
In 1945 startte een nieuwe Invicta op die de "Black Prince" bouwde tot 1950, waarin het werd overgenomen door Frazer-Nash.

## Forward Engineering "Invicta 13"
In 1984 werd nog een kitcar gemaakt met de naam Invicta maar het bedrijf ging al gauw failliet.

## Latere Invicta

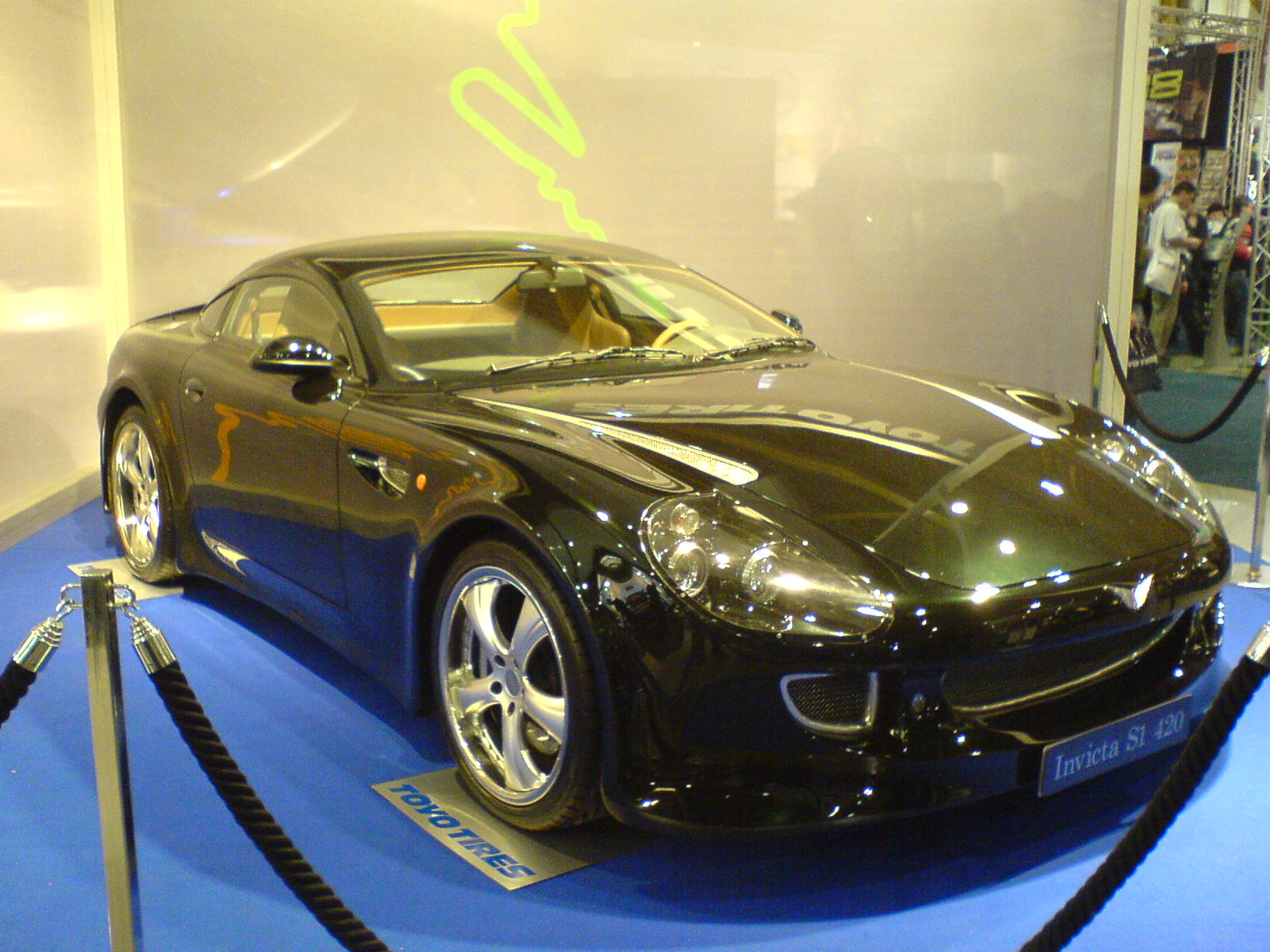
Invicta S1 420

In 2000 werd Invicta nieuw leven ingeblazen door Michael Bristow met één model, dat op de Birmingham Motor Show van 2002 werd onthuld. De S1 wordt aangedreven door een V8-motor die afkomstig is van de Ford Mustang en die met drie verschillende vermogens wordt aangeboden. De atmosferische variant heeft 320 pk, er is een 500 pk variant en met een mechanische compressor levert de motor 600 pk. Dat alles levert dankzij een beperkt gewicht fenomenale prestaties. De Invicta S1 is de eerste sportauto met een uit één geheel vervaardigde koolstofvezel carrosserie.
In 2012 ging het bedrijf failliet, kort nadat de naam van het bedrijf was veranderd in Westpoint Car Company.